# Бунт (2002)
Бунт (на английски: Rebellion) е четвъртото pay-per-view събитие от поредицата Бунт, продуцирано от Световната федерация по кеч (WWE). Събитието се провежда на 26 октомври 2002 г. в Манчестър, Англия. PPV-то е ексклузивно за Великобритания.

## Резултати
| №                                                                        | Резултати                                                               | Правила                                                    | Време |
| ------------------------------------------------------------------------ | ----------------------------------------------------------------------- | ---------------------------------------------------------- | ----- |
| 1Т                                                                       | Бил Демот побеждава Шанън Муур                                          | Индивидуален мач                                           | 8:26  |
| 2                                                                        | Букър Ти поб. Мат Харди                                                 | Индивидуален мач                                           | 12:01 |
| 3                                                                        | Били Кидман и Тори Уилсън поб. Джон Сина и Даун Мари                    | Смесен отборен мач                                         | 5:24  |
| 4                                                                        | Фунаки поб. Краш Холи                                                   | Индивидуален мач                                           | 5:37  |
| 5                                                                        | Джейми Ноубъл (ш) (с Нидия) поб. Рей Мистерио и Таджири                 | Мач тройна заплаха за Титлата в полутежка категория на WWE | 12:47 |
| 6                                                                        | Преподобни Дивон и Рон Симънс поб. Чък Палъмбо и Големият Валбовски     | Отборен мач                                                | 4:09  |
| 7                                                                        | Рикиши поб. Албърт                                                      | Мач Целуни ме отзад                                        | 7:17  |
| 8                                                                        | Кърт Енгъл и Крис Беноа (ш) поб. Лос Герерос (Еди Гереро и Чаво Гереро) | Отборен мач за Отборните титли на WWE                      | 16:36 |
| 9                                                                        | Брок Леснар (ш) и Пол Хеймън поб. Острието                              | Хандикап мач за Титлата на WWE                             | 18:50 |
| - (ш) – указва шампиона/шампионите в мача - Т – показва, че мача е тъмен |                                                                         |                                                            |       |